# Stadthalle Augsburg

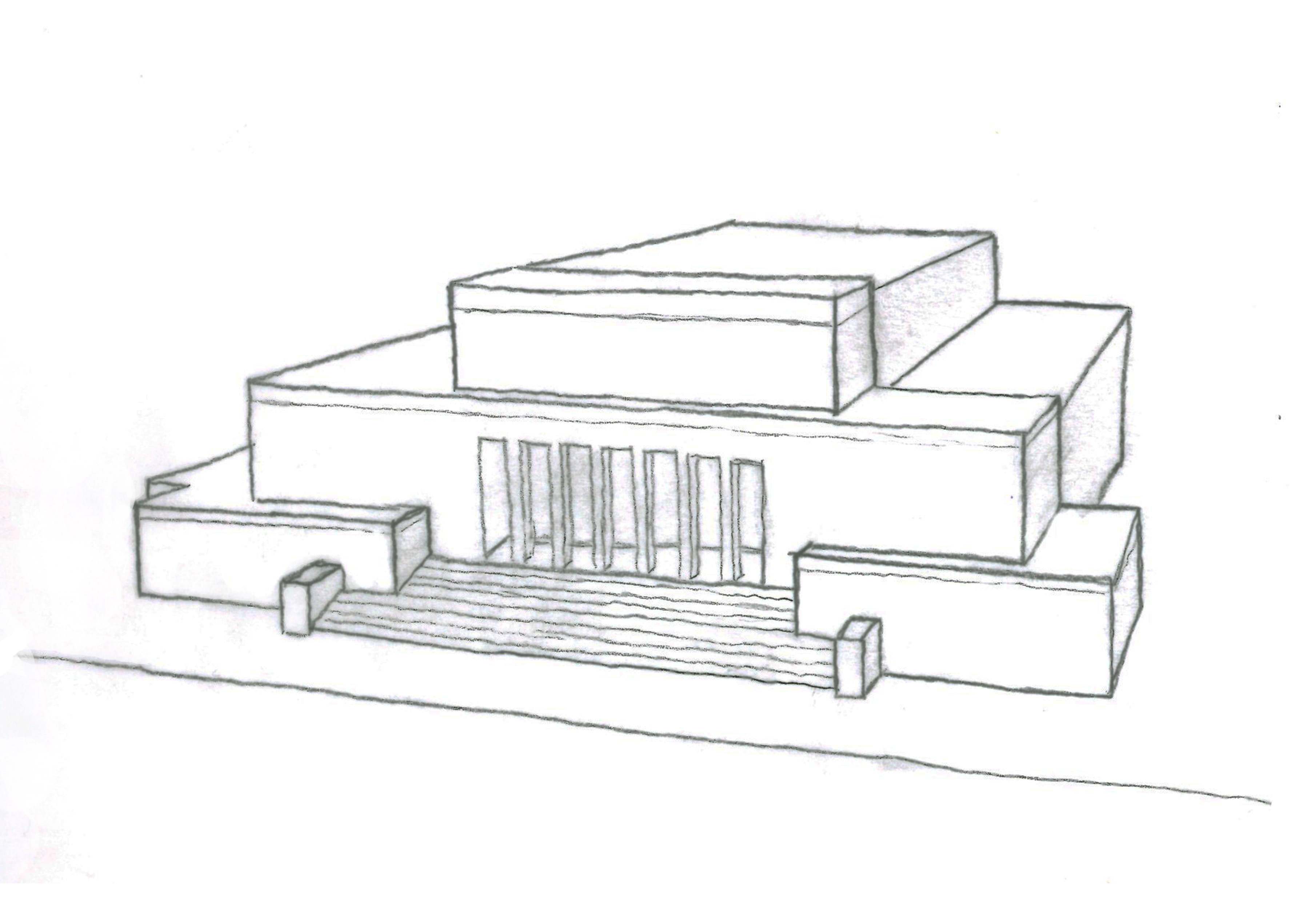
Entwurf der Stadthalle nach einem Modell von Thomas Wechs

Die Augsburger Stadthalle ist ein nicht verwirklichtes Bauprojekt in Augsburg aus den 1930er Jahren, welches die Errichtung einer großen Mehrzweckhalle mitsamt Außenanlagen im Stadtgarten und Wittelsbacher Park vorsah.

## Geschichte

### Wettbewerb und Siegerentwurf
Nach der vollständigen Zerstörung der Sängerhalle durch einen Brand im Mai 1934 sollte an der gleichen Stelle eine große Mehrzweckhalle für Versammlungen und Sportereignisse errichtet werden. Noch im gleichen Jahr wurde deshalb ein Architektenwettbewerb ausgerufen.  
Die Preisrichter wählten am 12. Juni 1935 nach längeren Beratungen schließlich den Entwurf des Architekten Thomas Wechs aus. Er hatte eine Halle für etwa 8000 Besucher mit einer Grundfläche von 130 Meter auf 60 Meter sowie einer Höhe von 18 Meter entworfen. Die Baukosten für die neue Halle, die auch eine Verbindung mit dem daneben befindlichen Ludwigsbau bekommen sollte, wurden auf etwa 1,7 Millionen Reichsmark geschätzt. Zusätzlich war die Anlage eines Aufmarschplatzes, eines Thingplatzes sowie eines Kriegerdenkmals vorgesehen. Sowohl der Stadtgarten als auch der Wittelsbacher Park waren durch den Entwurf fast vollständig überplant worden.

### Umplanung und Projektaufgabe
Die Entwürfe wurden Adolf Hitler bei seinem Besuch am 25. September 1935 in Augsburg vorgestellt. Dieser äußerte seine Ablehnung und ordnete stattdessen eine Umplanung unter Anleitung des Generalbaurats Hermann Giesler an. Wechs zeichnete daraufhin neue Pläne, die Hitler dann im November 1937 vorgelegt wurden. Hitler verweigerte auch diesen Entwürfen seine Zustimmung und befahl anschließend die Einstellung des Projektes an dieser Stelle. Stattdessen sollte ein gigantisches Gauforum südlich des Königsplatzes mit einer Halle für etwa 20.000 Menschen und einem davor liegendem Platz für etwa 80.000 Menschen errichtet werden.